# Гофштейн Давид Наумович

Меморіальна дошка Д. Гофштейну на будинку письменників Роліт у Києві

Давид Наумович Гофштейн (нар. 25 липня (6 серпня) 1889, Коростишів — пом. 12 серпня 1952) — єврейський поет, який писав мовою їдиш. Один із зачинателів єврейської радянської поезії.

## Життєпис
Навчався в хедері і у приватних вчителів у Петербурзі та Києві. Під час служби в армії в 1912—1913 роках екстерном склав іспити за курс гімназії. Через процентний норматив не був прийнятий до Київського університету і вступив до Київського комерційного інституту.
Друкуватися почав у 1917 році. У 1925 Гофштейн виїжджав до Палестини, де брав участь у відкритті Єврейського університету, але незабаром повернувся в Україну. Викладав на режисерському відділенні єврейського факультету в Театральному інституті в Києві. Його секретарем була його випускниця Малка Шехтман. Наприкінці 1929 Гофштейн був звинувачений в «дрібнобуржуазних поглядах» через незгоду з кампанією, розгорнутою проти Л. Квітка, і виключений з письменницької спілки. Але надалі повернув собі одне з провідних місць у керівництві єврейської літературою.
У 1940 році вступив до лав КПРС. У роки Другої Світової Війни був членом Єврейського антифашистського комітету. У Києві мешкав у будинку письменників Роліт.
У 1940-х роках за Давидом Гофштейном, як за «відомим сіоністом та троцькістом», слідкував майор державної безпеки, начальник відділу Другого головного управління НКВС Анатолій Шевко. 16 вересня 1948 Гофштейн був заарештований і 12 серпня 1952 розстріляний у числі провідних діячів Єврейського антифашистського комітету.

## Зв'язок з українською культурою
Відомий перекладом «Заповіту» Т. Г. Шевченка на їдиш.
2012 року вийшло майже повне зібрання перекладів українською поетичної спадщини Давида Гофштейна під назвою «О білий світе мій…» (К.: Дух і літера, 2012). В основу книги були покладені двотомник вибраних творів Д. Гофштейна, виданий мовою оригіналу 1977-го року в Тель-Авіві (Ізраїль) видавництвом «Ісроел-бух», та «Вибране» Д. Гофштейна, видане українською 1968-го року в Києві видавництвом «Радянський письменник».
Українською мовою вірші Гофштейна перекладали: Максим Рильський, Павло Тичина, Володимир Сосюра, Ліна Костенко, Григорій Кочур, Микола Лукаш, Леонід Первомайський, Наум Тихий, Валерія Богуславська.

## Українські переклади
- Вибрані поезії. Київ, 1965.
- Гофштейн Давид. О білий світе мій…. — Київ: Дух і літера, 2011. — 464 с. з іл. ISBN 978-966-378-229-4

## Виноски
1. ↑   Гофштейн Давид Наумович. // Українська радянська енциклопедія : у 12 т. / гол. ред. М. П. Бажан ; редкол.: О. К. Антонов та ін. — 2-ге вид. — К. : Головна редакція УРЕ, 1974–1985.
2. ↑  На білих і не білих островах